# 델토이드 곡선

델토이드를 그리는 과정

기하학에서 델토이드 곡선(deltoid curve)은 반지름의 길이가 {\displaystyle r}인 원의 안에서 원주를 따라 반지름의 길이가 {\displaystyle r/3}인 원이 구를 때, 작은 원의 원주 위에 있는 한 정점이 그리는 곡선으로, 세 개의 뾰족점을 갖는 하이포사이클로이드이다.

## 방정식
델토이드 곡선은 매개변수 방정식으로 다음과 같이 나타내어진다.
{\displaystyle x=2a\cos(t)+a\cos(2t)\,}
{\displaystyle y=2a\sin(t)-a\sin(2t)\,}
여기서 a는 굴리는 원의 반지름이다.

## 넓이와 둘레
델토이드 곡선 내부의 넓이는 {\displaystyle 2\pi a^{2}}이며, 둘레는 16a이다.

## 같이 보기
- 아스트로이드
- 사이클로이드
- 뢸로 삼각형
- 초타원